# Tiverci

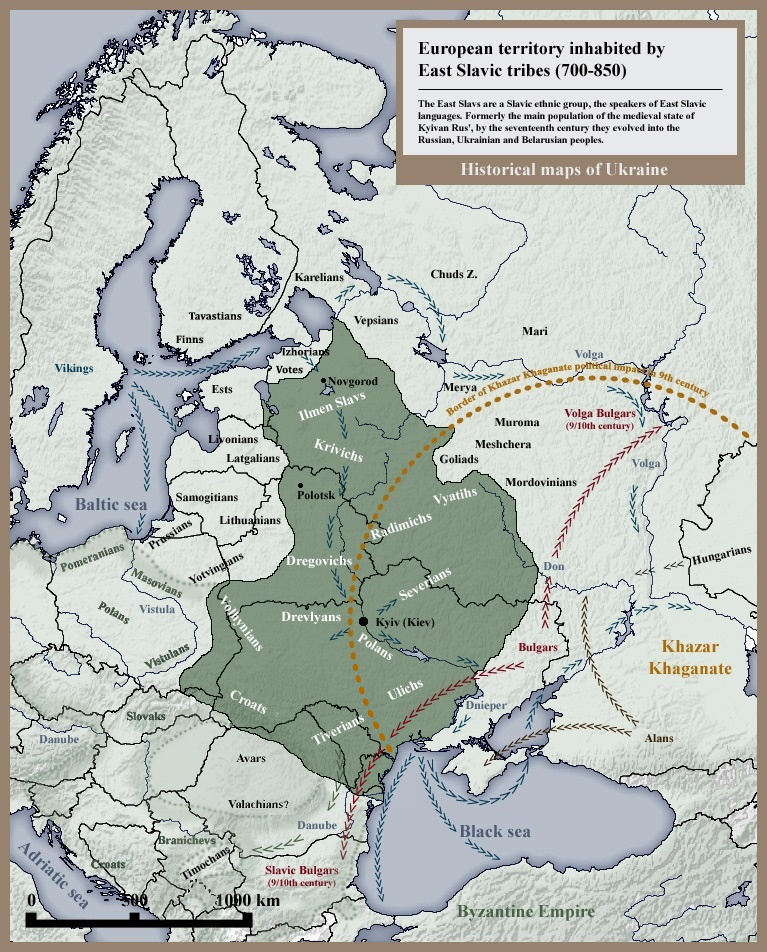
Evropské rozdělení slovanských kmenů ve východní Evropě mezi lety 700–850 n. l.

Tiverci (ukrajinsky Тиверці, rusky Тиверцы) byli východoslovanských kmen, který se v 9. století usídlil v oblasti řek Dněstr, Prut a Dunaj, včetně území Budžaku na pobřeží Černého moře a území dnešního Moldavska a Ukrajiny. Poprvé se tento kmen v Pověsti dávných lét zmiňuje společně s ostatními slovanskými kmeny v 9. století v souvislosti s popisem kmenů obývajících území budoucí Besarábie.
Ze západu jejich území ohraničovali Valaši a z východu kočovné turkotatarské kmeny. Aktivně se proto účastnili vojenských tažení Olega a Igora I. v letech 904 a 944. V polovině 10. století se území Tiverců stalo součástí Kyjevské Rusi. Po tom, co nastala feudální rozdrobenost Kyjevské Rusi, tak stále hůře mohli bránit svá území od častých nájezdů Pečeněhů a Polovců, a proto se pod jejich tlakem postupně přesunuli na sever k jiným slovanským kmenům.
V oblasti jejich původního osídlení však pravděpodobně zůstaly stopy po několika slovanských kruhových osídleních a hradištích, které se spojují s působením slovanského kmene Tiverců. Některé zmiňují kroniky – Alčedar, Jekimaucy, Carevka, Ruď a jiné.
Ve 13.–14. století přijali pozůstatky kultury Tiverců za své polokočovní obyvatelé románského původu (Moldavané) a ty se pak odrazily v jejich kultuře a každodenním životě. Na severu se tito následovníci stali o několik set let součástí ukrajinského národa a jejich nejzápadnější část Moldavska (Bukovina) se postupně začala romanizovat.